# SN 2003km
SN 2003km – supernowa typu Ia odkryta 19 listopada 2003 roku w galaktyce A023009-0904. W momencie odkrycia miała maksymalną jasność 21,80m.